# Route nationale 328
Pour les articles homonymes, voir Route 328.
La route nationale 328, ou RN 328, est une route nationale française reliant Villetaneuse aux Trois Communes. Son parcours était plus long auparavant puisqu'elle allait alors jusqu'à Hérouville-en-Vexin. La section des Trois Communes à Hérouville a été déclassée en RD 928. Le décret du 5 décembre 2005 prévoit le transfert au département de la Seine-Saint-Denis du dernier tronçon subsistant de la RN 328.

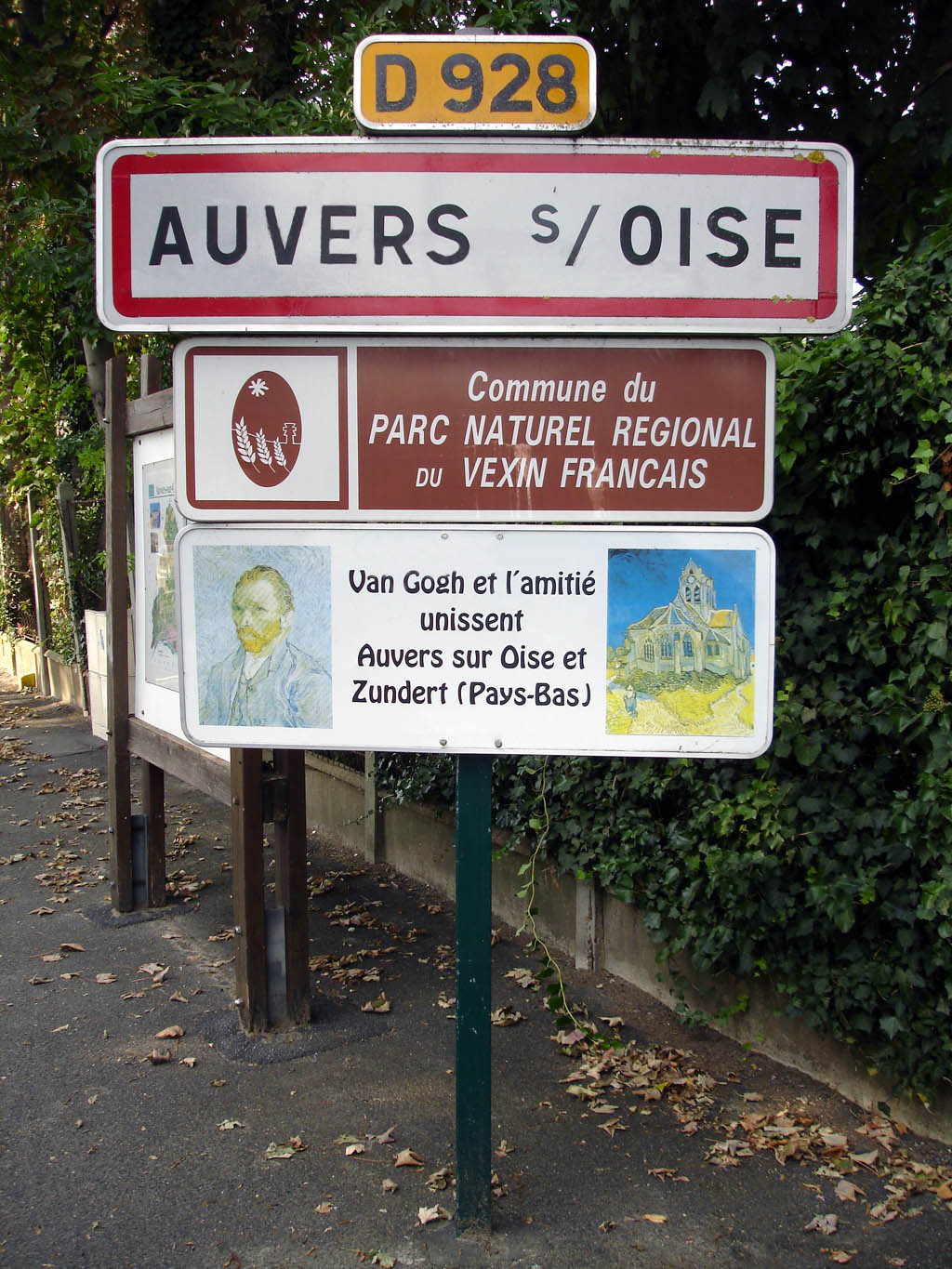
Entrée d'Auvers-sur-Oise.

## Ancien tracé de Villetaneuse à Hérouville-en-Vexin

### Tracé de Villetaneuse à Eaubonne (N 328 & D 928)
- Villetaneuse N 328
- Épinay-sur-Seine
- Montmagny N 328
- Les Trois Communes D 928
- Deuil-la-Barre
- Montmorency
- Enghien-les-Bains
- Soisy-sous-Montmorency
- Eaubonne D 928

### Ancien tracé d'Eaubonne à Hérouville-en-Vexin (D 928)
- Eaubonne D 928
- Saint-Prix
- Saint-Leu-la-Forêt
- Taverny
- Bessancourt
- Frépillon
- Méry-sur-Oise
- Auvers-sur-Oise
- Hérouville-en-Vexin D 928